# Johann von Scharffenberg
Johann von Scharffenberg (* vor 1358; † 3. Februar 1387; auch Scharfenberg oder Schärffenberg) war von 1381 bis zu seinem Tod der 47. Bischof von Passau.

## Leben und Leistungen
Er entstammte dem Adelsgeschlecht der Scharffenberg, das schon einige Jahrhunderte hindurch in Krain (Burg Scharffenberg bei Ratschach) und in Friaul (Castello Soffumbergo bei Faedis) ansässig war. Bereits 1358 wird er als Passauer Domherr genannt.
Als Dompropst wurde er 1381 zum Bischof von Passau gewählt. Als Fürstbischof sorgte er dafür, dass die erzwungenermaßen verpfändeten Schlösser und Güter des Hochstiftes – bis auf Obernberg, Mattsee und Schallenberg – diesem zurückübereignet wurden. Er unterstützte tatkräftig die Wiener Universität.